# フローイング・ヘア・ダラー
フローイング・ヘア・ダラー（英: Flowing Hair dollar）はアメリカ合衆国連邦政府によって発行されたアメリカの最初の1ドル硬貨であり、1794年と1795年に鋳造された。フローイング・ヘアー・ダラーの大きさと重さは、当時南北アメリカでよく取引に使われたスペインドルに基づいて作られた。
1791年にアレクサンダー・ハミルトンによって行われた研究に続いて、アメリカ議会は造幣局の設立を求める共同決議を可決した。同年、ジョージ・ワシントン 大統領は3回目の 一般教書演説で議会に造幣局を作るよう催促し、それは1792年の貨幣法によって公的に認可されたが、銀貨と金貨は1794年まで鋳造されなかった。ロバート・スコットによってデザインされたフローイング・ヘア・ダラーは1794に発行され、1795年に再発行された。1795年10月に、1ドル硬貨はドレープト・バスト・ダラーにデザインが変更された。
1794年に鋳造された硬貨の見本が、2013年1月24日に1001万6867ドルで売られた。これは1枚の硬貨についた値として過去最高のものである。

## 背景

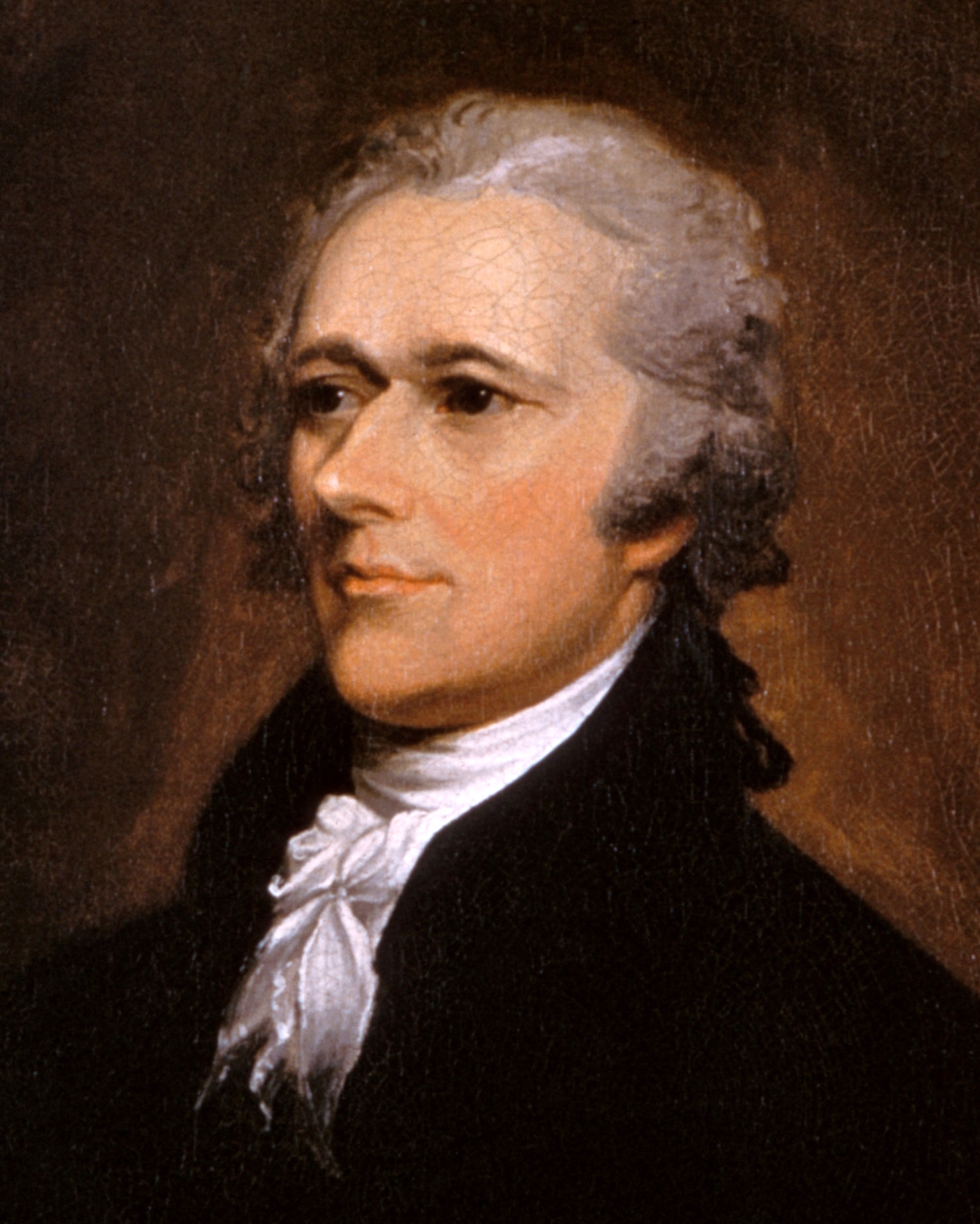
アメリカ合衆国財務省長官であったアレクサンダー・ハミルトンはアメリカ合衆国造幣局の設立に先立って、アメリカの貨幣制度に関する報告書をまとめた。

1780年代から数人の著名なアメリカ人が、アメリカ合衆国の公式通貨を鋳造する造幣局を作るように提案してきたが、その提案は実現されなかった。その主な理由として資本金が足りなかったことや、州で硬貨を鋳造したほうがよいと考える個人や団体があったことが挙げられる。 アメリカ全州共通の硬貨は発行されていなかったため、国内で作られた硬貨や代用硬貨、「スペインドル」や「ピース・オブ・エイト（piece of eight、8枚分の硬貨の意）」といわれるスペインの8レアル銀貨などの海外の硬貨や代用硬貨といった多様な硬貨で十分であった。
1789年に、議会に「硬貨を鋳造するにあたり、その硬貨と海外の硬貨の価値を調節し、貨幣の重さと大きさの基準を決める」 権限を与えたアメリカ合衆国憲法が批准され効力をもった。翌年の1790年には、アメリカ議会はアメリカの金融システムと貨幣鋳造の状態について審議し始めた。1791年1月28日に、アメリカ合衆国財務長官のアレクサンダー・ハミルトンは彼自身が行った、通貨制度について、またアメリカの合衆国造幣局を設置する可能性についての研究の成果の詳細に関する報告書を議会に提出した。
ハミルトンは研究の一環としてアメリカの貨幣システムの大部分を担うであろうスペインドル硬貨の、金属としての性能を調査した。その結果に基づいてハミルトンは、アメリカドルは研究で調べられたレアル硬貨と同じだけの銀を含有する硬貨にするよう提案した。 ハミルトンの提案としては、アメリカドルの重さを416グレーンとし、371.25グレーンの銀と、銅を含有させるものであった。ハミルトンの報告の後、1791年3月3日に議会は連邦硬貨を認可した共同決議を可決した。その決議は硬貨の詳細も充当金も定められていなかった。

### 造幣局の設立
ジョージ・ワシントン大統領は、後に一般教書演説として知られるようになる、1791年10月25日にフィラデルフィアで行われた議会の3年目の演説で議員に、可決された決議をすぐに効力を持たせるように急がせた。

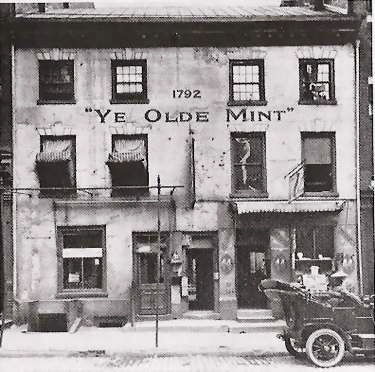
フィラデルフィア造幣局 1792年に設立され、1793年2月に最初の硬貨を鋳造した。(1908年撮影)

現在流通している通貨の不具合と、貧しい階層の者にとって特別に厳しい、小銭の不足によって、すでに提起された造幣局を作ることに関する決議をすぐ有効にする必要がある。硬貨作成のための専門家と装置を獲得するための決議に次いで、すでに措置は取られている。

その演説に応じてアメリカ合衆国上院はロバート・モリスを議長とする委員会に、連邦の造幣局と硬貨を公式に作るために必要な硬貨の詳細と法律を起草することを約束した。委員会は議会が始まる前の1791年12月21日に法案を提出し、その法案には、アメリカの貨幣システムの基礎を担う新しい1ドル硬貨はハミルトンが提案したように461グレーンの重さで371グレーンの銀を含むべきだという記述を含んでいた。 新しい1ドル硬貨は1664分の1485(約89.24%)の銀を含む、銅との合金であり、スペインドルと同じだけの銀が含まれるよう鋳造された。しかし、ハミルトンの研究は誤差があり、スペインドルは72中65の割合(約90.28%)の銀と、銅との合金であった。

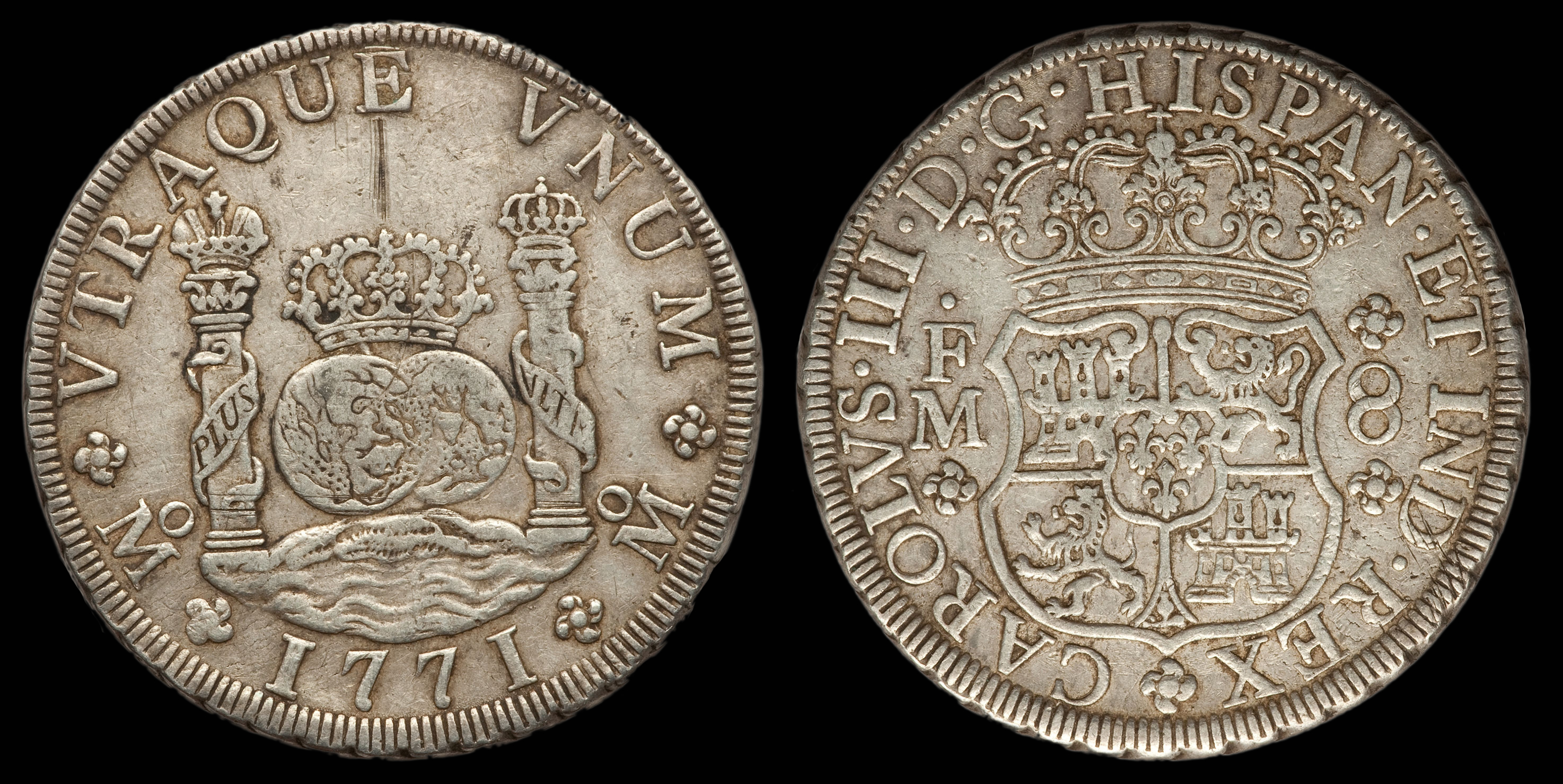
アメリカドル銀貨の元となったスペインドル硬貨

モリスの法案には、造幣局が作ったすべての硬貨の表面にワシントン大統領が描かれるという条項があった。議論の末その法案は上院で可決されたが、アメリカ合衆国下院では自由の女神を寓意的に表す像をかたどったデザインがふさわしいとされた。 
再審議のため上院にその法案が行ったとき上院はワシントン大統領を表面に描く案をまた主張したが、下院は2回目の拒否をした。その後上院は、硬貨の表面のデザインを自由の女神にすることで一致し、法令が成立した。この法令は「1792年の貨幣法」といわれ、1792年4月2日にワシントン大統領が認め、効力を持った。

その貨幣法はアメリカ合衆国造幣局を作るためや、適切な施設を作るための資金と、公務員と職員の給料を払うために充てるお金を供給するために作られた。法令によって決められた金額は、1/2セント、1セント、1/2ダイム、1ダイム、1/4ドル、1/2ドル、1ドル、1/4イーグル（1イーグルは10ドルに相当する）、1/2イーグル、1イーグルである。 1792年7月31日にフィラデルフィアの造幣局礎石が、造幣局の新しく任命された局長であるデイヴィッド・リッテンハウスによってたてられた。1792年には機械と職員がそろい、1793年2月にセント硬貨から作られ始めた。造幣局が作られて最初の年は、将来の貨幣の試金者が公的に10,000ドルの保証ができないと思われたので、銅の硬貨だけが鋳造された。1792年の貨幣法には、「鋳造の最高責任者と貨幣の試金者はアメリカ合衆国に責任を負い、財務省長官への賠償に対する1つまたは複数の保証を、合計10,000ドル分しなければならない。」と記されている。
1792年の後半に、アメリカ合衆国国務長官のトーマス・ジェファーソンは、保証金を減らすように議会に訴えた。 結果、1794年3月3日に議会は保証金を、鋳造の最高責任者には5000ドル、貨幣の試金者には1000ドルに減らした。

## 製造

### デザインの製作

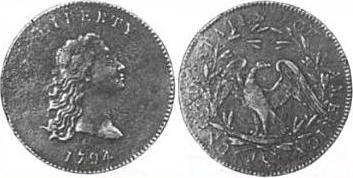
フローイング・ヘア・ダラーの鋳型、縁に彫られた星以外は銅で鋳造された。

1794年のはじめに彫刻師のロバート・スコットはドル銀貨のデザインを作り始めた。スコットの作った初期のデザインは表面に自由の女神の半身像、裏面に鷲をかたどったもので、どちらも1792年の貨幣法によって定められたものである。スコットのデザインはセント硬貨のデザインに似ていたが、フリジア帽を描かなかった。後に政府はスコットに、鷲の周りにリースを描き、額面を裏面の端に彫るように命じた。スコットはその命令に応じて新しいドル銀貨の大まかな原型を彫った。ドル銀貨はアメリカ最大の硬貨であったため外国から精査されると考え、額面を彫るときには細心の注意が払われた。額面の文字は、数々の本や新聞の印刷をしたことがある、フレデリック・ガイガーが担当した。鋳型が完成した後、銅で試作硬貨が鋳造された。その後、右を向いた自由の女神が書かれている、硬貨の表面の縁に、その当時アメリカ合衆国憲法に批准していた州を表す15個の星を加えた。

### 鋳造
銀貨の鋳造を始めるにあたって造幣局は金塊や銀塊の供託者を捜し、ある程度の預金が集まった後で、貨幣の試金者のアルビオン・コックスは、純度89.2%以上が保証された銀貨を作るのは難しく、作ったとしても流通しているうちに黒くなってしまうという考えをリッテンハウスに話した。その代わり90.0%の純度を保証し、重量は416グレーンのままにするよう勧めた。これは1792年の貨幣法に定められた銀の含有量より多いので、銀塊の供託者に過剰請求することになり、貨幣法に反した提案であった。 造幣局が硬貨の純度を上げたことにより、預金者は1%の損をした。最も預金したジョン・ヴォーンは、2260ドルの損失をしたといわれている。議会は何度かの延期のあと、1800年にその補償についての請願を認め、補償することを決めた。硬貨を鋳造する前に、縁の額面の文字と図案を硬貨の型につける必要があり、キャスティングマシーンという名で知られている機械で彫られる。その機械を用いて、装飾の周りに「Hundred Cents One Dollar or Unit」という文字を縁に彫った。硬貨の型は不正確に作られてしまったので、予定していた重さを超えてしまった型が多かった。この不正確さを直すため硬貨の型の表面を埋める方法をとったので、その後作られた、より精密な装置を使って鋳造された硬貨に比べて重さの差が大きかった。
最初のドル銀貨は1794年10月15日に鋳造された。1794年の硬貨に使われた銀は、メリーランド銀行から預金されたフランス製の硬貨の銀が大部分を占めていた。その硬貨の銀は純度が足りていなかったので、精錬が不可欠だった。1794年の間、あわせて1758枚の公認銀貨が発行された。そして流通に適していないと思われた硬貨は、1795年に溶かされ再発行された。1758枚の硬貨は鋳造責任者であるヘンリー・ボイトによって公式に届けられ、その硬貨は公認ではあるものの、ハーフ・ダラーより大きくない硬貨を作るためのスクリュープレスという機械を使って人力で作られた貨幣であった。
1794年に作られた公認の硬貨はリッテンハウスに払われた。硬貨の流通を助けるためリッテンハウスは、多くの硬貨を使って造幣局の新しい硬貨を作り出すために外貨と交換した。余った硬貨は特別待遇者と、造幣局に訪れたうち特別な人に渡された。最初の硬貨製造が終わった後リッテンハウスは、硬貨の型をより協力に押すことができ、より正確に硬貨を作ることのできる機械を職員が作るまで銀貨の鋳造をやめるように命じた。ニューハンプシャー新聞は1794年にその銀貨について記事を書いている。
造幣局で作られた硬貨にはニューハンプシャーで使われたものもあった。担当記者の一人が昨日硬貨を一枚手に入れてきて、編集者の手に入った。その重さはスペインドルと同じであるが、使われている金属はより純度が高く見える。(中略)全体のデザインは鑑定家の目から見て喜ばしいものだが、彫刻がとても繊細すぎて、耐久性と硬貨に必要である大胆なデザインが足りない。
硬貨製造の型を押す新しい機械は1795年はじめに完成され、合計3810枚のドル硬貨が1795年5月6日に発行された。1975年5月8日に鋳造された硬貨は1794年の日付が記されたものもあったかもしれない。多数の1794年、1795年のドル硬貨が、中央に8ミリメートル (0.31 in)ほどの銀のふくらみをつけられた。その理由は、重量が不足した銀貨の重さを補正するためといわれている。1794年と1795年に発行された硬貨は160,295枚とみられている。1795年内に合計すると203,033枚のドル銀貨が鋳造されているが、そのうち何枚がフローイング・ヘア・ダラーなのかは正確にはわかっていない。その理由はドレープト・バスト・ダラーが1795年10月にフローイング・ヘア・ダラーに続いて発行されたからである。ドレープト・バスト・ダラーは、リッテンハウスに次ぐ造幣局長のヘンリー・ド・ソシュールの要請に応じて肖像画家のギルバート・ステュアートがデザインを制作した。

## 収集品として
1794年のドル硬貨は、アメリカの硬貨の歴史の中で最も珍しくもっとも価値のある硬貨として広く考えられている。1880年9月号のザ・コイン・ジャーナルで執筆者が、状態の良い1794年の見本のドル硬貨は50ドルの価値がつけられるということを特筆している。1990年代初めには古銭学の学者であるジャック・コリンズが、残っている硬貨の数は120枚から130枚の間だと見積もった。最初に鋳造された硬貨のうち特別な保護をされていた硬貨で、知られていた中で最も状態が良かったドル硬貨が、2013年のオークションにおいて、硬貨についた値では史上最高額となる10,016,875ドルで売られた。
フローイング・ヘア・ダラーはPCGS(貨幣学参照)によって、特別な状況で鋳造されたことから「Specimen-66」と評価された。
エドワード・ハウランド・ロビンソン・グリーン大佐によって所有されていたその硬貨は、スタックス・バウアーズ・ギャラリーによって2013年1月に公開オークションで落札された。その硬貨は以前2010年に合計785万ドルでカーディナル・コレクション・エデュケーショナル・ファウンデーションに売られたことがある。硬貨の前の所有者であるスティーブン・コントゥルシは、その硬貨が「国宝」であると言って、さらに2003年から、売却された2010年までその硬貨の「保管者」であったことを誇りに思っていると言った。また、その硬貨を購入した財団の代表であるマーティン・ロジスは、今まで見てきた珍品の中で、「ただ一つの最も重要なもの」であると信じていることを言った。